# 呂晉宇
Harry Lu（1992年4月17日—），本名呂晉宇 ，是在越臺灣人。2013年以電影《偶像》出道，飾演追求明星夢的男主角，並以該電影入圍了2014年的《金風箏獎》（模仿奥斯卡金像奖的年度電影獎項）最佳男主角獎，之後也參與了幾部越南電視劇的演出。
2017年時發生車禍，導致鼻骨骨折，必須依靠呼吸器協助呼吸與治療，決定返回台灣治療，後續因手術和療程中斷了演藝事業。直到2019年才以越南電影「在妳身邊真好」復出。之後，在2020年陸續演出了台灣電視劇及電影。

## 電視劇 / 網路劇
- 2020年《來勾引我男友吧！》飾演張承麥
- 2021年《2049－幸福話術》飾演Jay
- 2023年《找死俱樂部》飾演李大洋
- 2025年《化外之醫》飾演阮清風

## 電影
- 2022年《青春換日線》飾演羅東佑

## 外部連結
- Harry Lu的Facebook專頁（越南文）（英文）
- Harry Lu的Instagram帳戶